# 东方红广场站
东方红广场站是一个位于中华人民共和国甘肃省兰州市城关区广武门街道与皋兰路街道交界东方红广场主席台南侧庆阳路地下，属于兰州轨道交通1号线与2号线的地铁换乘站，亦为2号线西端终点站。1号线车站于2019年6月23日开通运营，2号线车站于2023年6月29日开通运营。该站为目前兰州轨道交通系统两个换乘站之一，同时也是该系统唯一的同台换乘站。

## 车站结构

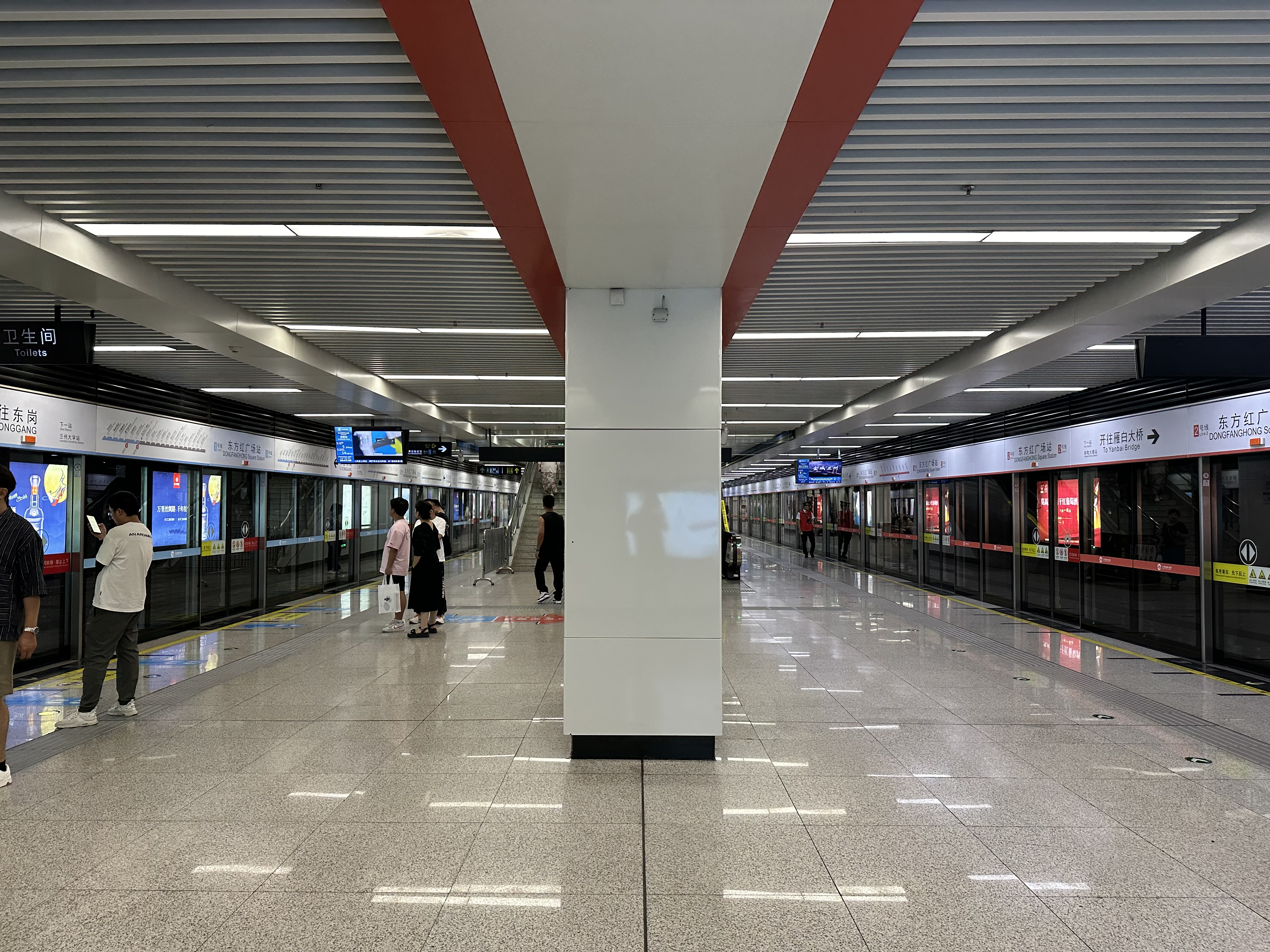
南侧站台

东方红广场站沿庆阳路设置，为地下两层三柱四跨双岛式站台车站，车站长683米，标准段宽41.3米，最大宽度52米，车站地下一层为站厅层，地下二层为站台层，其中1号线往陈官营站方向与2号线落客使用北侧岛式站台，1号线往东岗站方向与2号线上客使用南侧岛式站台，两线构成同向同台换乘。两线在车站西侧设有连络线，2号线在车站西侧设有交叉渡线，供车辆折返使用。
| 地面                           | 出入口 | A、C-D出入口 |
| 地下一层                       | 站厅   | 客服中心、自动售票机、验票机 |
| 地下二层                       | 站台层 | \| \| \| █ 1号线往陈官营（省政府） \| \| 島式 · ↑開左邊车门 ↓開右邊车门 \| \| \| \| \| \| █ 2号线落客 \| \| \| \| █ 2号线往雁白大桥（邮电大楼） \| \| 島式 · ↑開右邊车门 ↓開左邊车门 \| \| \| \| \| \| █ 1号线往东岗（兰州大学） \| |
|                                |        | █ 1号线往陈官营（省政府） |
| 島式 · ↑開左邊车门 ↓開右邊车门 |        | |
|                                |        | █ 2号线落客 |
|                                |        | █ 2号线往雁白大桥（邮电大楼） |
| 島式 · ↑開右邊车门 ↓開左邊车门 |        | |
|                                |        | █ 1号线往东岗（兰州大学） |

## 车站出口
东方红广场站共设3个出口，同时车站分别在东西两侧利用地下一层空间连通东方红广场东口、西口的过街通道并连通周边商圈，各出口及周围设施如下所示：
| 编号                | 建议前往的目的地 | 照片 | 无障碍设施 |
| ------------------- | ---------------- | ---- | ---------- |
| A · 出口            | 庆阳路北侧       |      | 不適用     |
| C · 出口 · （设有） | 庆阳路南侧       |      |            |
| D · 出口            | 庆阳路南侧       |      | 不適用     |
| 图例： 设有         |                  |      |            |

## 接驳交通

### 公交车
- 东方红广场东口：1路、4路、58路、75路、81路、109路、115路、116路、117路、130路、131路、138路、153路、601路、K131路
- 东方红广场西口：1路、7路、9路、56路、58路、85路、109路、115路、126路、137路、138路、142路、144路、149路、153路

## 车站历史
- 2017年7月24日，车站主体结构封底[7]。
- 2017年8月26日，车站主体结构封顶[3]。
- 2019年6月23日，车站随1号线通车开通[1]。
- 2023年6月29日，2号线一期工程通车，车站成为换乘车站[2]。